# جنيفر أونيل
جنيفر أونيل (ولدت في 20 فبراير 1948) ممثلة أمريكية برازيلية، عارضة أزياء، ومؤلفة و متحدثة، عرفت بدورها في فيلم 1971 صيف 42 (فيلم) و عملت موديل لشماركة كوفيرجيرل لمستحضرات التجميل ابتداء من عقد 1970.

## روابط خارجية
- جنيفر أونيل على موقع IMDb (الإنجليزية)
- جنيفر أونيل على موقع روتن توميتوز (الإنجليزية)
- جنيفر أونيل على موقع ألو سيني (الفرنسية)
- جنيفر أونيل على موقع تيرنر كلاسيك موفيز (الإنجليزية)
- جنيفر أونيل على موقع أول موفي (الإنجليزية)
- جنيفر أونيل على موقع قاعدة بيانات الأفلام السويدية (السويدية)
- جنيفر أونيل على موقع إن إن دي بي (الإنجليزية)
- جنيفر أونيل على موقع قاعدة بيانات الفيلم (الإنجليزية)
- جنيفر أونيل على موقع كينوبويسك (الروسية)